# Buddhista zsinatok
A történelmi buddhista zsinatok listája iskolánként és iskolákon belül is eltérő. Magyarul egyházi, ill. vallási vonatkozásban egyedül a "zsinat" megfeleltetés fogadható el. Eddig az alábbi zsinatokat rendezték:
- Első buddhista zsinat – kb. i. e. 543
- Második buddhista zsinat – kb. i. e. 4. század
- Harmadik buddhista zsinat (pátaliputtai zsinat) – kb. i. e. 250
- A két negyedik buddhista zsinat
- Ötödik buddhista zsinat - 1871
- Hatodik buddhista zsinat - 1954–1956